# Interstate 16
Interstate 16 (afgekort I-16) is een Interstate highway in de Verenigde Staten. De snelweg begint in Macon en eindigt in Savannah. De snelweg loopt volledig door de staat Georgia. De I-16 wordt ook wel de Jim Gillis Historic Savannah Parkway, of State Route 404 genoemd. 

## Belangrijke steden aan de I-16
Macon - Garden City - Savannah